# Piaget SA
Piaget is een Zwitserse onderneming die luxe horloges en sieraden fabriceert. Het bedrijf, dat in 1874 werd opgericht door Georges Piaget in het dorp La Côte-aux-Fées, maakt deel uit van de Zwitserse groep Richemont, gespecialiseerd in luxe-artikelen.

## Geschiedenis

### Begintijd (1874-1942)
In 1874 installeert Georges Édouard Piaget zijn eerste werkplaats in de boerderij van de familie, in La Côte-aux-Fées, een dorp in de Zwitserse Jura. De naam Piaget, bekend om zijn zakhorloges en de fabricage van horloge-uurwerken van grote precisie die beroemde horlogehuizen bij hem bestellen, verwerft al snel bekendheid buiten het kanton Neuchâtel.
In 1911 neemt Timothée, de zoon van Georges Piaget, de leiding van het familiebedrijf over. De fabriek legt zich vanaf die tijd toe op de fabricage van polshorloges.

### Gedeponeerd handelsmerk (1943-1955)
Op initiatief van de kleinzoons van de oprichter, Gérald en Valentin Piaget, wordt het merk Piaget in 1943 geregistreerd als merknaam. Vanaf dat moment maakt en signeert de manufactuur in La Côte-aux-Fées horloges onder zijn eigen naam. De verkoop op de internationale markt staat centraal.
Gesterkt door de snelle ontwikkeling opent het familiebedrijf in 1945 een nieuwe fabriek, nog steeds in La Côte-aux-Fées, waar het zich vooral toelegt op innovatie en extra dunne uurwerken.

### Extradun uurwerk en het juweel (1956-1963)
In 1957 introduceert het merk het kaliber 9P, het eerste ultradunne mechanische handmatig opgewonden uurwerk (dikte 2 mm).
En in 1960 ontwikkelen de horlogemakers van Piaget het kaliber 12P, dat met zijn 2,3 mm dikte het dunste automatische uurwerk ter wereld was (geregistreerd in het Guinness Book of Records).
De Piagetcollectie breidt zich uit. Na de in ringen, munten, broches en manchetknopen ingebouwde uurwerken creëert Piaget zijn eerste juweelhorloges.
In 1957 wordt het herenhorloge Emperador gepresenteerd, dat het vlaggenschip van het merk wordt.
Door de toenemende activiteit moet het bedrijf een nieuwe fabriek openen, dit keer in Genève dat zich op de juwelierskunst richt. In 1959 opent Piaget in die stad zijn eerste boetiek.

### Bloeitijd (1964-1987)
De juwelenhorloges verwerven al snel internationale bekendheid dankzij beroemdheden zoals Jackie Kennedy, Gina Lollobrigida en Andy Warhol.
In 1964 presenteert Piaget de eerste horloges met een wijzerplaat van harde steensoorten: lapis lazuli, turkoois, onyx en tijgeroog. Piaget creëert vervolgens het manchetknoophorloge, symbool van het horloge als sieraad. In 1976 wordt het kaliber 7P geïntroduceerd, een kwartsuurwerk, het kleinste van die generatie.
Het Piaget Polo-horloge. wordt in 1979 uitgebracht en wordt met zijn avant-gardistische stijl al snel het mythische model van het merk. Ook de Dancer collectie, die in 1986 gepresenteerd wordt, heeft veel succes.
Onder de leiding van Yves Piaget zet het merk zich vanaf 1980 in voor modellen van uitzonderlijke luxe en positioneert zich als "juwelier in de horlogemakerij".

### Fusie (1988-2000)
In 1988 wordt de manufactuur Piaget overgenomen door het luxeconglomeraat Vendôme, tegenwoordig Richemont.
In de jaren 1990 worden nieuwe collecties geïntroduceerd: Possession, Tanagra, Limelight, en ook Miss Protocole met zijn verwisselbare armbanden.
Op horlogegebied creëert Piaget het Altiplano model en herontdekt in 1999 een van zijn klassiekers, de Emperador collectie.
De complexe haute-horlogerie modellen worden samengebracht in eenzelfde collectie, Black Tie.

### Nieuwe Tijd (2001-2008)
In 2001 wordt een nieuwe Manufacture de Haute Horlogerie Piaget geopend in Plan-les-Ouates, bij Genève. De uurwerken worden nog altijd gefabriceerd in La Côte-aux-Fées, de historische bakermat van de familie. Op de nieuwe locatie werken specialisten van meer dan 40 vakgebieden in de horloge- en juwelenmakerij.
In datzelfde jaar laat Piaget het Polo horloge uit de jaren 1970 een verjongingskuur ondergaan en lanceert de Magic Reflections collectie.
De manufactuur ontwikkelt verschillende productlijnen voor mechanische handmatig opgewonden uurwerken en introduceert in 2002 het eerste Manufacture Piaget tourbillon uurwerk, het kaliber 600P, het dunste tourbillon uurwerk ter wereld: 2,3 mm.
In 2004 viert Piaget zijn 130-jarig bestaan.

## Knowhow
Piaget ontwerpt, ontwikkelt en fabriceert in het eigen bedrijf zijn mechanische met de hand opgewonden uurwerken.
De manufactuur bestaat sinds 1874 en omvat meer dan 40 vakgebieden, van ontwerp tot levering van gecompliceerde horloges en haute-joaillerie sieraden.

### Ultradun uurwerk
Piaget is een van de pioniers op het gebied van de zogenoemde ultra-thin-uurwerken met het mechanische 9P- en het automatische 12P-uurwerk die respectievelijk in 1957 en 1960 de dunste ter wereld waren in hun categorie. In het recente verleden heeft het bedrijf moderne versies ervan ontwikkeld, met de 430P, 450P en 438P die slechts 2,1 millimeter dik zijn. Deze laatste innovaties zijn met name toegepast in de Altiplano-collectie.

### Tourbillon-uurwerk
De ontwikkeling van het tourbillon-uurwerk heeft meer dan 3 jaar geduurd. Het resultaat is het kaliber 600P, het dunste tourbillon-uurwerk ter wereld (3,5 millimeter). De tourbillon-kast is uitermate gesofisticeerd: de kast omvat 42 minuscule onderdelen, waaronder 3 bruggen van titanium, en weegt slechts 0,2 gram. De zwevende tourbillon — die op één enkele as rust — is voorzien van de signatuur P, wat de stabilisatie nog ingewikkelder maakt. Ten behoeve van optimale bedrijfszekerheid wordt de assemblage en de montage van elke 600P verzorgd door één meester horlogemaker.

### Skeleton-tourbillon-uurwerk
Het uurwerk met zwevende tourbillon van Piaget, het gecompliceerde horloge bij uitstek, is met 3,5 mm het dunste model ter wereld.
De wijzerplaat is uitgevoerd met een guilloché soleil, waarvan de zonnestralen de 60 seconden weergeven. Het model is met edelstenen in goud gezet. Elk skeleton-tourbillon-uurwerk, beschermd door meerdere patenten, is geassembleerd en gemonteerd door één meester horlogemaker.

### Retrograde uurwerk
Het kaliber 560P, een mechanisch automatisch opgewonden uurwerk dat ontworpen, ontwikkeld en gefabriceerd wordt in de Manufacture Piaget, is voorzien van het gecompliceerde mechanisme met retrograde (terugspringende) secondewijzer. De wijzer gaat vooruit van 0 tot 30 op een cirkelboog van 12 uur en springt dan in één keer terug naar zijn uitgangspunt. Het ontwerp van de ambachtelijke afwerking nam 24 maanden in beslag: decor in rond geslepen Côtes de Genève afwerking, perlage van de platina, afgeschuinde en getrokken bruggen en geblauwde schroeven.

### Automatisch uurwerk
Een nieuwe generatie mechanische uurwerken met automatisch opwindmechanisme wordt in 2006 geïntroduceerd. De 800P, met centrale aanduiding van de uren, minuten en seconden en grote datumaanduiding, is voorzien van twee veertonnen voor een gangreserve van 72 uur. Dit twaalflijns kaliber, voor een diameter van 26,8 millimeter, oscilleert met een frequentie van 21.600 trillingen per uur (3 hertz), terwijl de precisie wordt verkregen door een schroefbalans. Het model 850P heeft op twee subdials een kleine secondewijzer en een tweede tijdzone. Een dag/nachtaanduiding, gesynchroniseerd op de centrale tijdzone, maakt de informatie compleet.

### Emailleertechniek
Piaget houdt de miniatuurschilderkunst in ere door toepassing van een traditionele techniek. De emailleur gebruikt hiervoor ruw emaille dat hij tot een zeer fijn poeder vermaalt en zuivert, waarna het poeder vermengd wordt met essences en bindoliën om het kleurenpalet te verkrijgen. Het emaille wordt met een penseel in verschillende dunne laagjes opgebracht, en elk laagje wordt bij een temperatuur van meer dan 800 °C in de oven gebrand. Elk geëmailleerde werkstuk wordt zo’n twintig keer in de oven verhit. Daardoor zijn het emaille en zijn kleuren duurzaam.

### Zetting en edelstenen
Piaget bezit het belangrijkste juweliersatelier van Genève. Alle stenen worden er met de hand geslepen, gepast en gezet.
Dat geldt eveneens voor het selecteren van de diamanten en edelstenen. De diamanten, bijvoorbeeld, moeten voldoen aan bepaalde kleurennormen (van D tot G) en zuiverheidsnormen (van IF tot VVS). De diamanten worden volgens een intern protocol met de grootste nauwkeurigheid gecontroleerd aan de hand van kleur-, maat-, zuiverheids- en karaatcriteria.
De werkplaats van Piaget is lid van de "Council for Responsible Jewellery Practices" en het "Kimberley Process Certification Scheme", als waarborg voor niet-conflictuele herkomst van de diamantproductie.

## Collectie

### Horloges[6]
- Black Tie
- Altiplano
- Upstream
- Piaget Polo
- Dancer
- Possession
- Miss Protocole
- Limelight
- Creative Collection

### Juwelen[7]
- Possession
- Wedding
- Hearts & Charms
- Miss Protocole
- Magic Gardens of Piaget
- Limelight
- Creative Collection

## Evenement, sponsoring

### Spirit Awards
In 2008 was Piaget de sponsor van de Spirit Awards, het Amerikaanse festival van onafhankelijke films. De uitreiking van de prijzen vond plaats op 23 februari 2008 in Santa Monica, Californië.
De winnaars van een Spirit Award waren:
- Beste Film: Juno van Jason Reitman
- Beste Regisseur: Julian Schnabel – The Diving Bell and the Butterfly
- Beste Script: Tamara Jenkins – The Savages
- Beste Actrice: Ellen Page – Juno
- Beste Acteur: Philip Seymour Hoffman – The Savages
- Beste Vrouwelijke Bijrol: Cate Blanchett – I'm Not There
- Beste Mannelijke Bijrol: Chiweteil Ejiofor
- Beste Buitenlandse Film: Once (Ierland) van John Carney
- Beste Debuutfilm: The Look Out de Scott Frank

### Ambassadeurs
Het merk heeft Maggie Cheung gekozen als wereldwijd ambassadrice. Als mannequin en later actrice heeft Maggie Cheung al vele prijzen in de wacht gesleept, waaronder de prestigieuze Zilveren Beer in Berlijn en de Prijs voor de Beste Actrice in Cannes.
De Franse fotograaf Patrick Demarchelier werd gekozen om de benoeming van Maggie Cheung als ambassadrice vast te leggen. Patrick Demarchelier heeft tal van beroemdheden gefotografeerd, waaronder Madonna, Nicole Kidman, David Bowie, Paul Newman, Christy Turlington en Elizabeth Hurley.

### Piagetboetieks
Piaget is in 84 landen aanwezig met meer dan 800 boetieks overal ter wereld. De bekendste zaken bevinden zich centraal in de grote steden:
Piaget Paris - Place Vendôme
Deze in 1992 geopende Piaget Paris boetiek is gevestigd in het centrum van de luxe in de Franse hoofdstad.
Piaget Monaco - Beaux Arts
De Piaget Monaco boetiek werd in 1980 geopend aan de avenue des Beaux Arts.
Piaget Berlin - Kurfürstendamm
Sinds 2002 is de Piaget Berlin boetiek gevestigd aan de Kurfürstendamm in Berlijn.
Piaget Palm Beach - South County Road
Piaget heeft een boetiek in Palm Beach, Florida, aan de kust van de oceaan.
Piaget Miami - Collins Avenue
Piaget heeft hartje Florida een boetiek geopend op Collins Avenue, in het centrum van Miami.
Piaget New-York - Fifth Avenue
Piaget heeft een boetiek aan de beroemdste avenue van New York, in Manhattan.
Piaget Las Vegas – Palazzo Hotel
De boetiek in de casinohoofdstad van Amerika symboliseert de wereldwijde ontwikkeling van Piaget.

## Prijzen en prijzen

### Toegekende prijzen
Piaget is in haar lange geschiedenis al meerdere keren bekroond:
- In 2000 heeft de Jury de Montres Passion het model Emperador (1) uitgeroepen tot het “Horloge van het Jaar”.[9]
- Bij de Grand Prix d’Horlogerie de Genève heeft het horloge Piaget 1967 in 2002 de "Prijs van het Design Horloge"[10] gewonnen en het horloge Altiplano XL in 2003 de "Prijs van het Ultradunne Horloge".[11]
- Bij de Grand Prix d'Horlogerie de Genève werd Piaget in 2006 de "Prijs van het Dames Juweelhorloge" toegekend voor zijn model Limelight Party.[12]
- In 2006 is het horloge Limelight Party eveneens uitgeroepen tot het "Mooiste horloge van het jaar 2006" door het magazine Vogue Joyas Spain.
- Het horloge Piaget Polo Chronograph werd bekroond als het "Horloge van het jaar 2007", categorie Chronograaf, door de jury van het Franse magazine La Revue des Montres.[13]
- Het model Emperador heeft de prijs gekregen voor het "Herenhorloge van het Jaar 2007" (Middle East Watch of the Year Awards 2007), georganiseerd door het magazine Alam Assaat Wal Moujawharat.[14]
- Het horloge Limelight Party secret watch is uitgeroepen tot het "Horloge van het Jaar 2007", in de categorie Dameshorloges, door het Belgische magazine Passion des Montres.[15]

### Prix Piaget du meilleur Bijoutier- Joaillier
Piaget heeft in 2005 de Prijs van de Beste Bijoutier Joaillier ingesteld. Deze prijs wordt toegekend aan de meest verdienstelijke leerling van het certificat fédéral de capacité. Dorian Recordon was de eerste gediplomeerde die deze prijs in ontvangst mocht nemen.